# Eustazio di Cappadocia
Eustazio di Cappadocia (Εὐστάθιος; fl. 358) fu un filosofo neoplatonico e sofista, allievo di Giamblico ed Edesio.
Quando Edesio fu costretto a lasciare la Cappadocia, Eustasio fu lasciato al suo posto. Eunapio, unica fonte della vita di Eustazio, afferma che era l'uomo migliore e un grande oratore, il cui eloquio per dolcezza eguagliava il canto delle sirene. La sua fama era così grande che, quando i Persiani assediarono Antiochia e l'impero era minacciato da una guerra, l'imperatore Costanzo II fu indotto a inviare Eustasio, benché fosse pagano, come ambasciatore presso il re Sapore II, nel 358, che si dice fosse rimasto incantato dalla sua oratoria. I suoi compatrioti e amici, che desideravano il suo ritorno, gli inviarono dei deputati, ma egli rifiutò di tornare in patria a causa di alcuni segni e presagi.
Si dice che sua moglie Sosipatra superasse il marito in talento e cultura. Ebbero tre figli, uno dei quali, Antonino, divenne anch'egli filosofo.